# كأس السوبر اللبناني 2021
كأس السوبر اللبناني 2021 هي النسخة الواحدة والعشرين من كأس السوبر اللبناني، وهي مباراة كرة قدم سنوية تُلعب بين الفائزين بالدوري اللبناني الممتاز وكأس لبنان للموسم السابق. بما أن الأنصار فاز بكلتا المسابقتين في عام 2021، كان خصمه هو النجمة وصيف الدوري 2020–21.
أُقيمت المباراة على ملعب فؤاد شهاب في 7 أغسطس 2021. تُوج الأنصار باللقب السادس بفوزهم على النجمة بركلات الترجيح 5–4 بعد التعادل 2–2 في الوقت الأصلي.

## المباراة

### التفاصيل
| الأنصار                               | 2–2   | النجمة                                   |
| ------------------------------------- | ----- | ---------------------------------------- |
| - حجازي 68' - أيوب 90+4'              | تقرير | - الزين 39' - التكه جي 59'               |
| ركلات الترجيح                         |       |                                          |
| - معتوق - أيوب - طنيش - الحاج - درويش | 5–4   | - السعدي - الزين - قانصو - كوراني - غدار |

| الأنصار | النجمة |